# Xã Starr Hill, Quận Washington, Arkansas
Xã Starr Hill (tiếng Anh: Starr Hill Township) là một xã thuộc quận Washington, tiểu bang Arkansas, Hoa Kỳ. Năm 2010, dân số của xã này là 1.847 người.